# Mumtaz Mahal (cheval)
Mumtaz Mahal (1921-1945) est un cheval de course pur-sang anglais. Issue de l'élevage de l'Aga Khan III, elle fut une championne sur les pistes avant de devenir l'une des poulinières les plus influentes de l'élevage mondial.

## Carrière de courses
L'Aga Khan III déboursa 9 100 guinées pour cette yearling grise, fille du grand The Tetrarch, qui allait ouvrir pour son élevage un chapitre long de plus d'un siècle, et loin d'être achevé. Mais Mumtaz Mahal fut d'abord une véritable championne, un bolide bien vite surnommé The Flying Filly (« la pouliche volante ») pour sa vitesse innée, qu'elle allait ensuite transmettre de générations en générations, tout comme sa robe grise. Installée à Whatcombe Stables, l'écurie de l'entraîneur classique Richard Dawson à Wantage dans l'Oxfordshire, Mumtaz Tahal fit parler d'elle avant même ses débuts, après un galop du matin où elle avait ébloui toute l'écurie en laissant une pouliche confirmée à cent mètres tout en lui rendant 28 livres. Ses débuts étaient donc très attendue et elle ne déçut pas à 2 ans, empilant cinq victoires d'affilée, toutes plus impressionnantes les unes que les autres, dont les Queen Mary Stakes à Ascot par 10 longueurs. Elle perdit toutefois son invincibilité en fin de saison, victime d'un terrain trop collant pour son jeu de jambes, en concédant une demi-longueur à l'arrivée des Imperial Produce Stakes. Cette défaite n'empêcha pas Mumtaz Mahal d'être sacrée meilleure pouliche de l'année.
En 1924, Mumtaz Mahal fit sa rentrée directement dans les 1000 Guinées, dont elle était la favorite. Pour cette fusée, qui avait battu un record dès ses premiers pas en compétition (en galopant 1 000 mètres en 57"80, elle s'offrait le record des Spring Stakes), la distance restait une inconnue : le mile est-il conforme à ses aptitudes ? La réponse est non, mais dans les Guinées, la pouliche se défendit très bien et conserva la deuxième place derrière Plack qui, elle, ne manquait pas de tenue. Néanmoins Mumtaz Mahal retenta sa chance dans les Coronation Stakes, et cette fois marqua le pas, terminant cinquième. Sagement, Dick Dawson décida de retourner sur les courtes distances, où sa protégée n'avait pas de rival. Mumtaz Mahal n'en demandait pas tant et renoua avec la victoire dans les King George Stakes, avant de terminer sa carrière en apothéose en survolant les Nunthorpe Stakes, où elle s'imposa de six longueurs.

### Résumé de carrière
| Date         | Hippodrome  | Pays        | Course                            | Distance    | Jockey       | Place       | Écart       | Vainqueur ou deuxième |
| 1923, 2 ans  | 1923, 2 ans | 1923, 2 ans | 1923, 2 ans                       | 1923, 2 ans | 1923, 2 ans  | 1923, 2 ans | 1923, 2 ans | 1923, 2 ans           |
| ------------ | ----------- | ----------- | --------------------------------- | ----------- | ------------ | ----------- | ----------- | --------------------- |
| 16 mai       | Newmarket   | Royaume-Uni | Spring Stakes                     | 1 000 m     | G. Hulme     | 1er / 11    | 3           | Straitlace            |
| 19 juin      | Ascot       | Royaume-Uni | Queen Mary Stakes                 | 1 000 m     | G. Hulme     | 1er / 15    | 10          | Morals of Marcus      |
| 21 juillet   | Sandown     | Royaume-Uni | National Breeders' Produce Stakes | 1 000 m     | G. Hulme     | 1er / 6     | 4           | Glitter Gold          |
| 3 août       | Goodwood    | Royaume-Uni | Molecomb Stakes                   | 1 000 m     | G. Hulme     | 1er / 2     | 10          | Karoo                 |
| 11 septembre | Doncaster   | Royaume-Uni | Champagne Stakes                  | 1 200 m     | G. Hulme     | 1er / 5     | 3           | Obliterate            |
| 12 octobre   | Kempton     | Royaume-Uni | Imperial Produce Stakes           | 1 200 m     | G. Hulme     | 2e / 8      | 1/2         | Arcade                |
| 1924, 3 ans  |             |             |                                   |             |              |             |             |                       |
| 5 mai        | Newmarket   | Royaume-Uni | 1000 Guineas                      | 1 600 m     | G. Hulme     | 2e / 16     | 1 ½         | Plack                 |
| 18 juin      | Ascot       | Royaume-Uni | Coronation Stakes                 |             | G. Hulme     | 5e / 7      |             | Straitlace            |
| 30 juillet   | Goodwood    | Royaume-Uni | King George Stakes                | 1 000 m     | G. Archibald | 1er / 4     | 1           | Equator               |
| 26 août      | York        | Royaume-Uni | Nunthorpe Stakes                  | 1 000 m     | G. Archibald | 1er / 5     | 6           | Drake                 |

## Au haras
Fameuse sur les pistes, Mumtaz Mahal allait devenir immortelle au haras. L'Aga Khan l'installa d'abord en Irlande, dans son haras de Sheshoon Stud, dans le Comté de Kildare, où elle eut ses quatre premiers produits. Ensuite il l'envoya en France dans son haras de Marly-la-ville, dans le Val d'Oise, où elle demeura jusqu'à sa mort, survenue en 1945 et alors que toutes les poulinières du haras, sauf elle, avaient été enlevées par l'occupant et envoyées en Allemagne.
Mumtaz Mahal eut neuf produits, six mâles et trois femelles. Les mâles étaient meilleurs pour la course, mais ses filles brillèrent plus encore au haras. L'influence de Mumtaz Mahal est mondiale, tant en Europe qu'en Océanie, en passant par les États-Unis, le Japon et l'Amérique du Sud, autant de continents où son sang coule toujours.

### Descendance sélective
Le nom du père est indiqué entre parenthèses.
- 1928 - Mah Mahal (Gainsborough), mère de :
  - Mahmoud (Blenheim) : lauréat du Derby d'Epsom, père de Almahmoud, l'une des grandes poulinières du siècle, mère entre autres de Natalma, la mère du meilleur étalon du XXe siècle, Northern Dancer.
  - Mah Iran (Bahram), mère de :
    - Migoli (Bois Roussel) : Prix de l'Arc de Triomphe, Dewhurst Stakes, Champion Stakes, Eclipse Stakes, King Edward VII Stakes.
    - Moondust (Stardust) : Diomed Stakes, Craven Stakes, 2e St. Leger, Chester Vase, Jersey Stakes.
    - Star of Iran (Bois Roussel), mère de : 
      - Petite Étoile (Petition) : 1000 Guinées, Oaks, Yorkshire Oaks, Champion Stakes, Sussex Stakes, Coronation Cup, Coronation Stakes.
        - Troisième mère de Zainta (Kahyasi) : Prix de Diane, Prix Saint-Alary.
        - Cinquième mère de Zarkava (Zamindar), lauréate invaincue du Prix de l'Arc de Triomphe, élue cheval de l'année en Europe en 2008.

    - Danira (Dante), mère de :
      - Darannour (Sunny Boy) : Prix Morny, 3e Prix Robert Papin.

    - Pherozshah (Pharos) : Cork And Orrery Stakes. Étalon en Nouvelle-Zélande.
    - Khan Bahadur (Blenheim) : 3e Richmond Stakes
    - Mah Behar (Bois Roussel), 
      - Troisième mère de Nishapour (Zeddaan) : Poule d'Essai des Poulains et Nassipour (Blushing Groom) : Rothmans International Stakes, Tête de liste des étalons en Australie.
      - Quatrième mère de Alandi (Galileo) : Irish St. Leger, Prix du Cadran
      - Cinquième mère de Alamshar (Key of Luck) : Irish Derby, King George VI and Queen Elizabeth Diamond Stakes. De Albanova (Alzao) : Deutschland-preis, Rheinland-Pokal, Preis von Europa. Et de Alborada (Alzao), double lauréate des Champion Stakes.
      - Septième mère de Alpinista (Frankel) : Prix de l'Arc de Triomphe, Grosser Preis von Berlin, Preis von Europa, Grosser Preis von Bayern, Grand Prix de Saint-Cloud, Yorkshire Oaks.
- 1931 - Badruddin (Blandford) : Sussex Stakes, 3e 2000 Guinées. Étalon de premier plan en France puis en Argentine.

- 1932 - Mumtaz Begum (Blenheim), mère de :
  - Nasrullah (Nearco), vainqueur des Champion Stakes et surtout l'un des étalons les plus influents du siècle, l'origine d'une formidable lignée de reproducteurs, de Bold Ruler (père de Secretariat) à Nashua (père de mère de Mr. Prospector), en passant par Never Bend (père de Mill Reef et Riverman) ou Red God (le père de Blushing Groom).
  - Rivaz (Nearco) : Bedford Stakes, Queen Mary Stakes, July Stakes. Mère de : 
    - Palariva (Palestine) : King's Stand Stakes, Prix de Seine-et-Oise, 2e Lowther Stakes.
    - Tayeh (Tehran) : Molecomb Stakes.
    - Spicy Living (Gallant Man) : Mother Goose Stakes, Acorn Stakes, Delaware Oaks, 2e Coaching Club American Oaks, Monmouth Oaks, Comely Stakes.
    - Khairunissa (Prince Bio), mère de : 
      - Kalamoun (Zeddaan) : Poule d'Essai des Poulains, Prix Lupin, Prix Jacques Le Marois.

  - Sun Princess (Solario), mère de :
    - Royal Charger (Nearco) :  Challenge Stakes, Queen Anne Sakes, 2e Duke of York Stakes, 3e 2000 Guinées, qui étendit l'influence de la famille jusqu'au antipodes où son fils Copenhagen fut quatre fois tête de liste en Nouvelle-Zélande.
    - Tessa Gillian (Nearco) : Molecomb Stakes, Prince of Wales's Stakes, Ladykirk Plate, Hopeful Stakes, Katheryn Howard Stakes.
      - Troisième mère de On The House (Be My Guest) : 1000 Guinées, Sussex Stakes
      - Troisième mère de Eight Carat (Pieces of Eight) :
        - Mère de cinq vainqueurs de groupe 1 dont le champion Octagonal (Zabeel), cheval de l'année en Australie et vainqueurs de dix groupe 1.
        - Cinquième mère de Verry Elleegant, cheval de l'année en Australie et vainqueurs de onze groupe 1.

      - Troisième mère de Habibti (Habitat) : July Cup, King's Stand Stakes, Sprint Championship, Prix de l'Abbaye de Longchamp.
      - Cinquième mère de Cracksman (Frankel) : Champion Stakes, Coronation Cup, Prix Ganay.
      - Sixième mère de Golden Horn (Cape Cross) : Prix de l'Arc de Triomphe, Derby d'Epsom, Eclipse Stakes, Irish Champion Stakes

  - Dodoma (Dastur) : meilleure 2 ans de l'année 1941 en Angleterre. Mère de :
    - Diableretta (Dante) : July Stakes, Queen Mary Stakes, Molecomb Stakes, Cherry Hinton Stakes. Mère de : 
      - Ginetta (Tulyar) : Poule d'Essai des Pouliches.
        - Troisième mère de Shergar (Great Nephew) : Derby d'Epsom, Irish Derby, King George VI and Queen Elizabeth Diamond Stakes.

    - Nilo (Nearco) : étalon de tête en Australie.

  - Malindi (Nearco), 
    - Troisième mère de Oh So Sharp (Kris) : 1000 Guinées, Oaks, St. Leger
      - Bibibeg (Bahram)
        - Quatrième mère de Risen Star (Secretariat) : Preakness Stakes, Belmont Stakes.

- 1934 - Rustom Mahal (Rustom Pasha), mère de :
  - Abernant (Owen Tudor) : Champagne Stakes, Middle Park Stakes, King's Stand Stakes, July Cup, Nunthorpe Stakes, King George Stakes, considéré comme l'un des meilleurs sprinters de l'histoire.
- 1935 - Mirza II (Bleinhem) : Bedford Stakes, Coventry Stakes, July Stakes, Chesterfield Stakes, Levant Stakes, Greenham Stakes
- 1937 - Nizami (Firdaussi) : étalon en Nouvelle-Zélande.

## Origines
Mumtaz Mahal est issue du crack The Tetrarch, invaincu au cours d'une carrière qui se limita à une seule saison, et que l'on considère parfois comme le meilleur 2 ans de l'histoire des courses.
Lady Josephine, sa mère, appartient à la famille 9-c, qui remonte à une jument née en 1735, fille de Crab, un descendant du fondateur Byerley Turk. Lady Josephine a tracé via une autre de ses filles, Lady Juror, qui remporta les Jockey Club Stakes avant de produire Fair Trial (par Fairway), l'un des bons chevaux de sa génération (Queen Anne Stakes, Select Stakes, troisième des Eclipse Stakes) et surtout un étalon de premier plan, champion sire en 1950 et broodmare champion sire l'année suivante, The Black Abbot (par Abbot's Trace), vainqueur des Gimcrack Stakes et troisième des Champagne Stakes, Riot (par Colorado), qui donna la lauréate des Oaks Commotion et enfin Sansonnet, mère de Neolight (par Nearco), lauréate des Cheveley Park Stakes, des Coronation Stakes, et qui prit un accessit d'honneur dans les 1000 Guinées, et surtout le grand champion Tudor Minstrel.

### Pedigree
| Origines de Mumtaz Mahal (GB), jument grise née en 1921 | Origines de Mumtaz Mahal (GB), jument grise née en 1921 | Origines de Mumtaz Mahal (GB), jument grise née en 1921 | Origines de Mumtaz Mahal (GB), jument grise née en 1921 |
| ------------------------------------------------------- | ------------------------------------------------------- | ------------------------------------------------------- | ------------------------------------------------------- |
| Père The Tetrarch 1911                                  | Roi Herode 1904                                         | Le Samaritain                                           | Le Sancy                                                |
| Père The Tetrarch 1911                                  | Roi Herode 1904                                         | Le Samaritain                                           | Clementina                                              |
| Père The Tetrarch 1911                                  | Roi Herode 1904                                         | Roxelane                                                | War Dance                                               |
| Père The Tetrarch 1911                                  | Roi Herode 1904                                         | Roxelane                                                | Rose of York                                            |
| Père The Tetrarch 1911                                  | Vahren 1897                                             | Bona Vista                                              | Bend Or                                                 |
| Père The Tetrarch 1911                                  | Vahren 1897                                             | Bona Vista                                              | Vista                                                   |
| Père The Tetrarch 1911                                  | Vahren 1897                                             | Castania                                                | Hagioscope                                              |
| Père The Tetrarch 1911                                  | Vahren 1897                                             | Castania                                                | Rose Garden                                             |
| Mère Lady Josephine 1912                                | Sundridge 1898                                          | Amphion                                                 | Rosebery                                                |
| Mère Lady Josephine 1912                                | Sundridge 1898                                          | Amphion                                                 | Suicide                                                 |
| Mère Lady Josephine 1912                                | Sundridge 1898                                          | Sierra                                                  | Springfield                                             |
| Mère Lady Josephine 1912                                | Sundridge 1898                                          | Sierra                                                  | Sanda                                                   |
| Mère Lady Josephine 1912                                | Americus Girl 1906                                      | Americus                                                | Emperor of Norfolk                                      |
| Mère Lady Josephine 1912                                | Americus Girl 1906                                      | Americus                                                | Clara D                                                 |
| Mère Lady Josephine 1912                                | Americus Girl 1906                                      | Palotta                                                 | Gallinule                                               |
| Mère Lady Josephine 1912                                | Americus Girl 1906                                      | Palotta                                                 | Maid of Kilcreene (famille 9-c)                         |